# Waleriusz Gratus
Waleriusz Gratus, Valerius Gratus – czwarty prefekt Judei, sprawujący swój urząd w latach 15–26.
Gratus został mianowany w 15 roku n.e. namiestnikiem Judei przez cesarza Tyberiusza, zastępując na tym stanowisku Anniusza Rufusa. O ile trzej pierwsi prefekci mianowani przez Augusta urzędowali średnio po 3 lata, to Gratus spędził w Judei aż 11 lat. Było to zgodne z nową polityką Tyberiusza, który uważał, że osoby piastujące urzędy z natury są skłonne do chciwości. Jeżeli więc daje się im urzędy na krótki czas, żyją w niepewności kiedy ich będą pozbawieni i w okresie swojego urzędowania z tym większą chciwością oddają się grabieży. Jeśli natomiast przez dłuższy czas pozostają przy władzy, obłowią się do woli i stają się mniej skorzy do grabieży. Dlatego też następca Gratusa, Poncjusz Piłat, był zarządcą Judei aż przez 10 lat.
Rządy Waleriusza Gratusa są godne uwagi ze względu na częste zmiany jakie dokonywał w powoływaniu i odwoływaniu żydowskich arcykapłanów. W 15 zdjął Annasza syna Setiego z urzędu arcykapłańskiego i oddał go Izmaelowi synowi Fabiego. Po krótkim okresie usunął go, a na stanowisko to powołał Eleazara syna Annasza. Po roku i tego z kolei pozbawił godności arcykapłańskiej powierzając ją Szymonowi synowi Kamitosa. I ten jednak nie pozostał na tym stanowisku dłużej niż rok i nastąpił po nim Józef Kajfasz.
Gratus wybijał kilka różnych typów monet w ciągu swojego długiego namiestnictwa. Symbole przedstawiane na jego monetach obejmują gałązki palmowe, trzy lilie, rogi obfitości z kaduceuszami pomiędzy nimi, liście winogron oraz amfory. 
Po zakończeniu namiestnictwa Waleriusz Gratus powrócił do Rzymu.
Pojawia się on w powieści Poncjusz Piłat autorstwa Paula L. Maiera.